# Ditting
Ditting (также известный как Ditting Swiss и Ditting Maschinen AG) — бренд кофемолок для профессиональных пользователей. Принадлежит швейцарской компании Hemro Manufacturing Germany GmbH, является одним из лидеров рынка наравне с ещё одной торговой маркой просьюмерских кофемолок Mahlkonig.
Помимо кофемолок для индивидуального использования Ditting производит встроенные, которые используются в автоматических кофемашинах. Жернова разработаны инженерами собственных научно-исследовательских отделов компании и производятся на заводе в швейцарской коммуне Бахенбюлах. Реализация кофемолок Ditting осуществляется посредством представительств в США и Азии, а также глобальной сети дистрибьюторов и сервисных партнеров, таких как Pasquali Máquinas, Shuilenburg, La Potenza и других. Ditting занимается всемирными поставками производителям кофемашин, объектам общественного питания, розничным и оптовым предприятиям. Также бренд известен, по состоянию на 2021 год, самостоятельным измельчением кофейных зёрен и их поставкой во множество филиалов американской кофейной компании «Старбакс» и немецкого производителя Tchibo.

## История
Ditting берёт начало в 1928 году в Швейцарии. Тогда компания была запущена как производитель запчастей для автомобилей. Практически 30 лет спустя, в 1954 году сфера деятельности была изменена на продажу коммерческих кофемолок высокого качества.
В 2014 году в Санкт-Галлене был проведён 15-й чемпионат Швейцарии по кофе. Мероприятие было поддержано Ditting, Brita Professionell, Turm und Bogen Kaffee, Blasercafé, BWT Aqua AG и другими.
Вместе с Mahlkonig и Anfim Ditting был официальным спонсором международных соревнований по приготовлению кофе World Brewers Cup в течение сезона 2018—2020 гг. В том же 2018 году доход торговых марок Hemro Manufacturing Germany GmbH, согласно данным сайта Abonnieren, составил €30 000 000.

## Отзывы
В 2013 году немецкий журнал Bilanz, специализирующийся на теме экономики, писал о незаметных лидерах рынка, приведя торговую марку Ditting в качестве примера одного из таких предприятий, доминирующего на 80% мирового рынка.